# متال اسمیت
متال اسمیت یا آهنگر صنعتگری است که مواد مفیدی (از قبیل ابزارآلات، وسایل آشپزخانه، کارد و چنگال، جواهرات و سلاح) را به واسطه فلزهای مختلف می‌سازد. اسمیتینگ یکی از قدیمی‌ترین حرفه‌های آهنگری محسوب می‌شود. شکل دادن به فلز به وسیله چکش (فورجینگ) از نمونه‌های اولیه آهنگری محسوب می‌شود. اغلب چکش‌کاری زمانی صورت می‌گیرد که فلز در کوره آهنگری گرم شده باشد. آهنگری می‌تواند در برگیرنده‌ی جوانب دیگر آهنگری مانند، جداکردن آهن از سنگ آهن (که به طور سنتی از طریق گداختن صورت می‌گیرد)، ریختگری کردن به اشکال مختلف (ذوب کردن وتراش‌کاری) به شکل‌ها و سایزهای مختلف باشد.

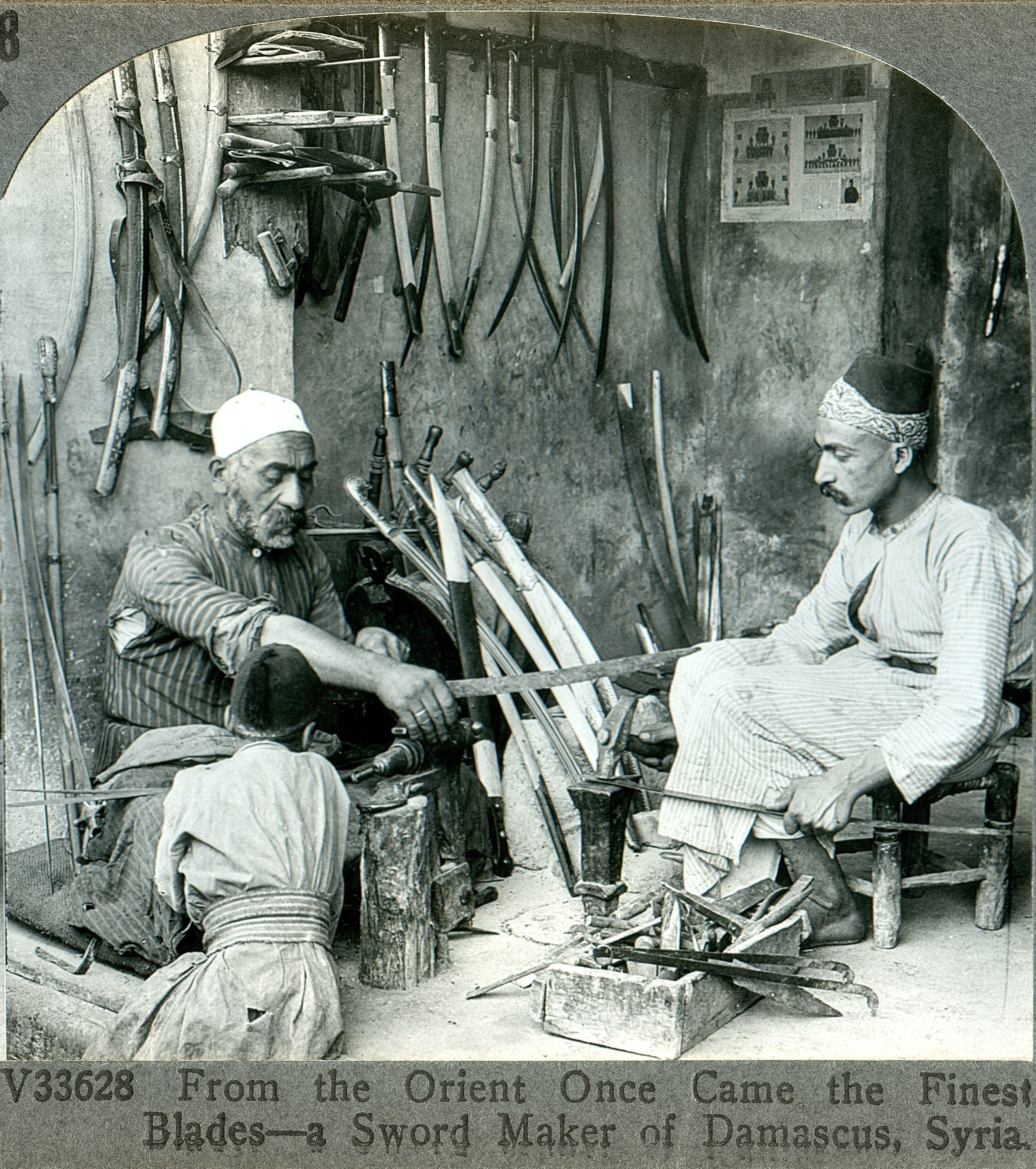
یک آهنگر از دمشق، حدود. 1900

شیوع آهنگری در فرهنگ قرن‌های اخیر باعث سوق یافتن آهنگر و معادل‌های آن در زبان‌های مختلف (اشمیت و اشمِت در آلمانی, فریرو و فریرا در پرتغالی، لوفور در فرانسوی, هررو در اسپانیایی, فابری، فراری و فررو در ایتالیایی، کووال در اوکراینی.) به عنوان یک نام‌خانوادگی شغلی، متداول شود. –اسمیت به عنوان یک پسوند بر یک صنعتگر ماهر دلالت دارد به عنوان مثال wordsmith و tanesmith به ترتیب اسامی مترادف با writer و songwriter می‌باشد.

## تاریخچه

تصویری اثر تئودور کیتلسن برای کتاب اسمیت و نانوا اثر یوهان هرمان وسل

در زمان‌هایی پیش از صنعتی شدن آهنگران به علت تولید کردن لوازم آهنی مورد نیاز کشاورزان از جایگاه اجتماعی بالا و خاصی برخوردار بودند.

### انواع آهنگران
آهنگر کسی است که یا با تمامی فلزات کار می‌کند یا دانش و استعداد کار کردن با آن را دارد.
انواع آهنگری‌ها عبارت‌انداز:
- arrowsmith که پیکان مورد نیاز تیر را برای تیرساز تهیه می‌کند
- Blacksmith که که با آهن و فولاد کار می‌کند (به طور کلی منظور آهنگر است)[۳]
- Bladesmith که چاقو، شمشیر، خنجر و تیغ‌های دیگر می‌سازد[۴]
- Brownsmith (مسگر) که با برنج و مس کار می‌کند[۵]
- Coinsmith که با سکه و پول کار می‌کند (منظور ضرب سکه می‌باشد)
- Coppersmith (با عنوان‌های brownsmith یا redsmith نیز شناخته می‌شود) که با مس کار می‌کند[۶]
- Fendersmith که وظیفه تولید پیش‌بخاری و مراقبت از فرش‌ها و قالی‌ها و لوازم خانگی در عمارات و خانه‌های بزرگ و همچنین به طور معمول مراقبت از آتش‌سوزی را به عهده دارد
- زرگر که با طلا کار می‌کند[۷]
- Gunsmith که وظیفه ساخت و مراقبت از سلاح گرم را دارد[۸]
- Locksmith که وظیفه تولید و تعمیر قفل دارد (کلید ساز)[۹]
- Pewtersmith که با ترکیب قلع و سرب کار می‌کند
- Redsmith که اجناس مسی تولید می‌کند (منظور همان مسگر می‌باشد)
- Scythesmith که وظیفه تعمیر و تولید داس را دارد
- نقره‌کاری یا Brightsmith که وظیفه کار با نقره دارد[۱۰]
- Swordsmith یا همان bladesmith که فقط شمشیر تولید می‌کند
- Tinker ,Tinsmith, Tinnerکه با فلزات سبک کار می‌کند (مانند حلبی) یا به کسی گفته می‌شود که در حابی سازی مشغول به کار است[۱۱]
- Weapon-smith که وظیفه تولید سلاح‌های سرد مانند تبر، نیزه، گرز و سلاح‌های سرد دیگر[۱۲]
- Whitesmith که با فلزات سفید (قلع و ترکیب قلع و سرب) کار می‌کند و هم‌چنین به فردی گفته می‌شود که وظیفه پولیش و پرداخت فلز پس از تولید را بر عهده دارد[۱۳]

- zincsmith که وظیفه ساخت یا ایجاد ورقه‌ها یا نوارهای رویی را بر عهده دارد

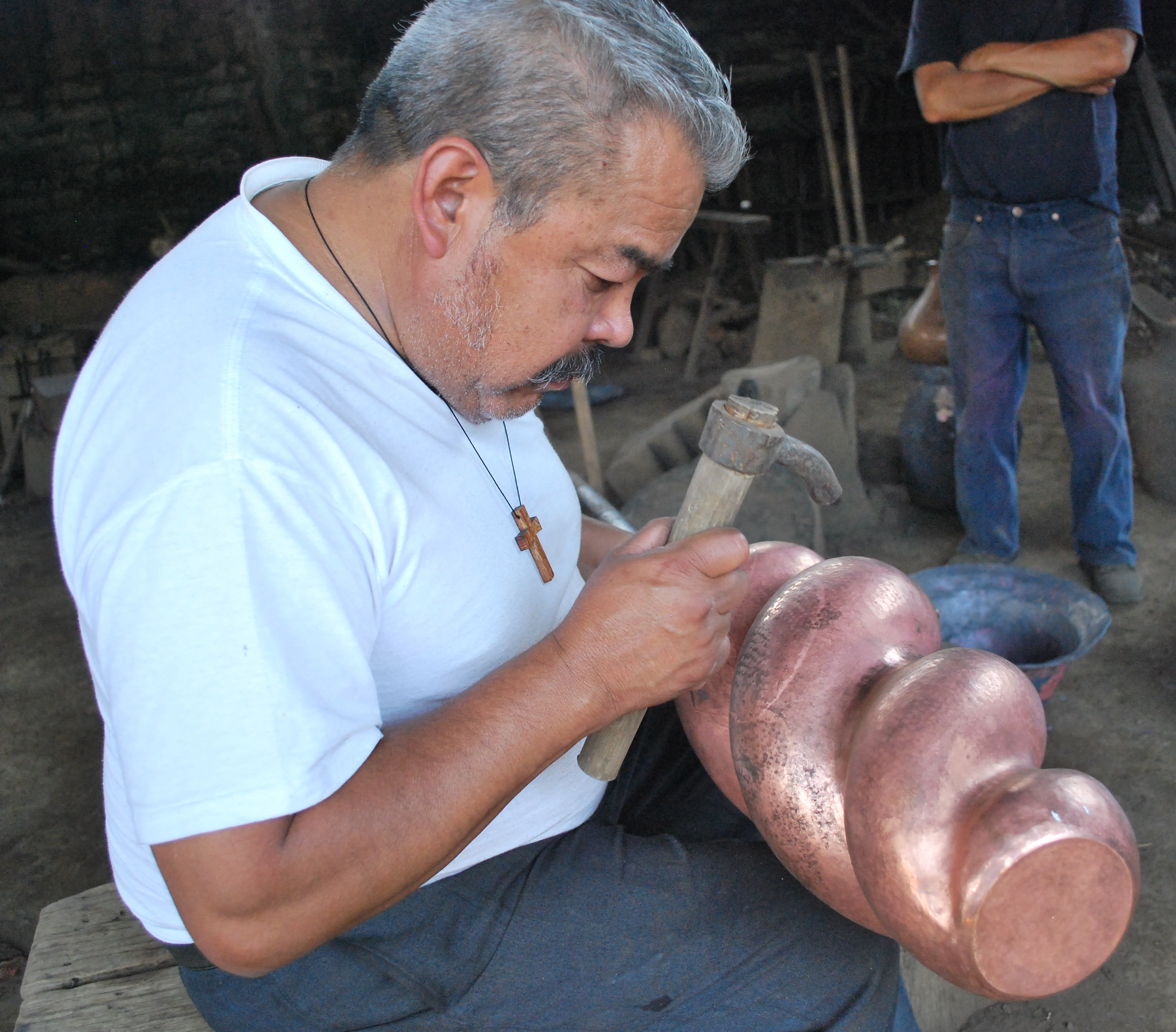
مسگر عبدون پونزو در کارگاه خود در سانتا کلارا دل کوبر، مکزیک

#### صنعتگران
ابزار سنتی و باستانی آهنگر، فورجینگیا آهنگری که از کوره‌ایی با طراحی خاص تشکیل شده به نحوی که اجازه می‌دهد هوای فشرده (از طریق دمیدن) گرمای فوق‌العاده‌ای درون کوره ایجاد شود که باعث ذوب شدن مؤثر فلزات می‌شود، آنیل کردن و لحیم کاری. امروزه این ابزار به طور گسترده مورد استفاده آهنگران قرار می‌گیرد. همان گونه که در گذشته مورد استفاده قرار می‌گرفت.
اصطلاح، فلزکاری (metalsmith) اغلب اشاره به صنعتگرانی دارد که مهارت خود را در بسیاری از فلزات مختلف به عمل می‌گیرند مانند طلا، مس و نقره. جواهرسازان اغلب از هنر و صنعت خود به عنوان فلزکاری (Metalsmith) تعبیر می‌کنند و بسیاری از دانشگاه‌ها برنامه‌هایی را در رشته فلزکاری، طلا و جواهر، لعاب کاری و آهنگری تحت نظارت برنامه‌های هنری خوب خود ارائه می‌دهند.

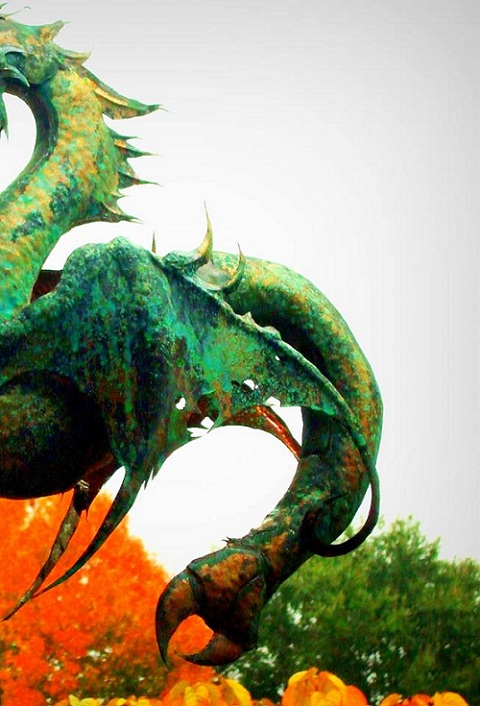
نقشی که با استفاده از تکنیک‌های فلزکاری ایجاد شده است.

##### ماشین کاران
ماشین‌کاران، فلزکارانی هستند که قطعات و ابزارهایی با دقت بالا تولید می‌کنند. یکی از پیشرفته‌ترین ابزارها ماشین CNC که کنترل کامپیوتری و تاحد زیادی خودکار هستند..